# Dartmoorpony
De dartmoorpony, ook kortweg dartmoor genoemd, is een kleine, van oorsprong Britse pony die nog steeds vrijlopend in het halfwild in het nationaal park Dartmoor voorkomt. De dartmoorpony is nauw verwant aan de exmoorpony die is vernoemd naar het nationaal park Exmoor, dat eveneens in het zuidwesten van Engeland ligt.

## Kenmerken
De stokmaat van de dartmoorpony ligt tussen 1,10 en 1,25 meter. De pony is daardoor zeer geschikt als rijdier voor kinderen. De pony lijkt enigszins op een miniatuur-volbloed, met een gespierde hals, een korte rug, sterke benen, gespierde rug en lendenen. De benen zijn slank met goedgevormde hoeven. De staart is zwaar en heeft een hoge inplanting. De pony's komen voor in alle kleuren, behalve in bont.

## Geschiedenis
De pony's werden in de middeleeuwen gebruikt om tin vanuit de mijnen door heidegebieden te transporteren. Dit ras heeft invloed ondergaan van de arabier, de Welsh pony, de shetlandpony en de Fell Pony. Ze grazen in het halfwild op gemene gronden in Dartmoor.

## Gebruik
Deze elegante pony's worden tegenwoordig gefokt en in ere gehouden door particulieren over de gehele wereld. Dartmoorpony's worden ingezet in alle takken van de paardensport, zoals dressuur, springen en mennen.

## Afbeeldingen
Halfwilde dartmoorpony's in het nationaal park Dartmoor.

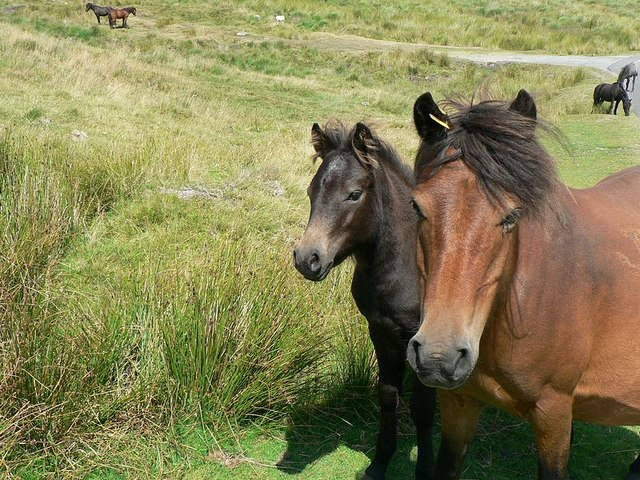
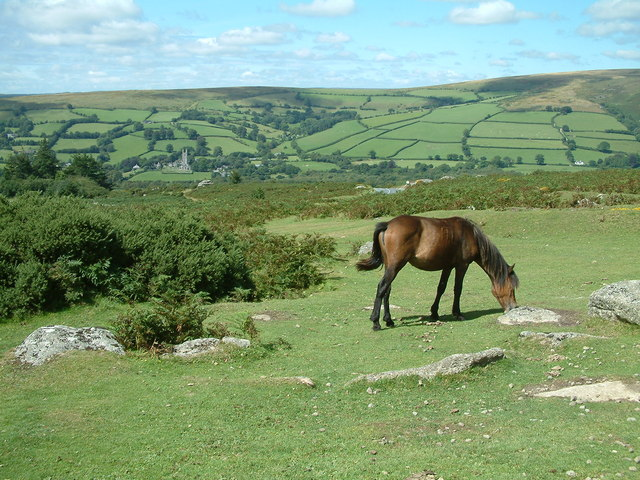
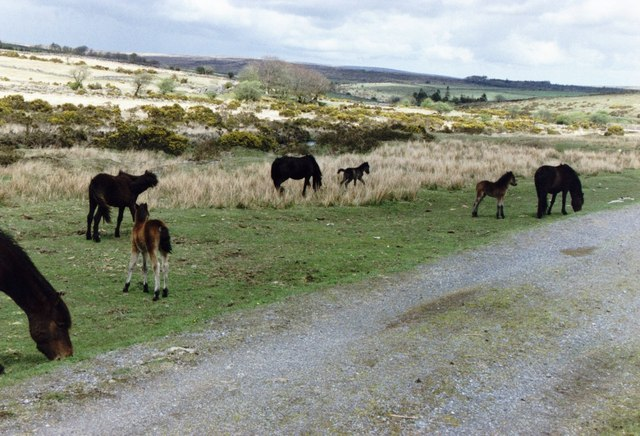
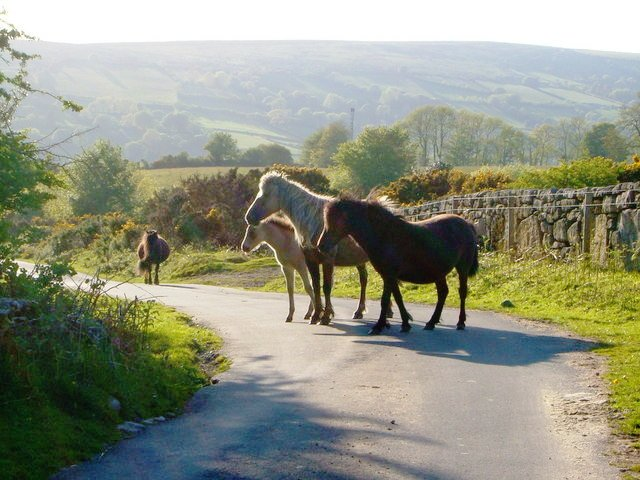
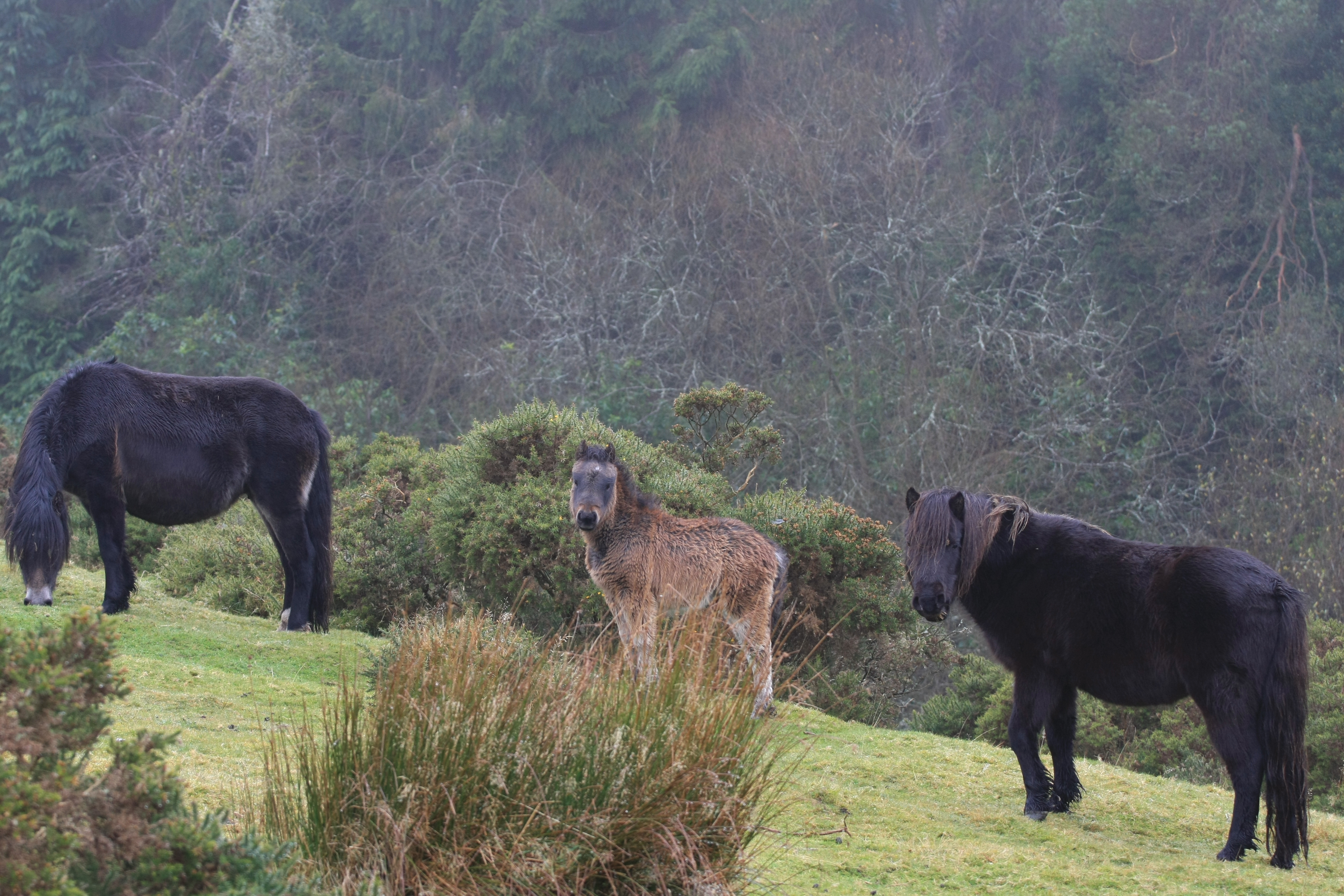
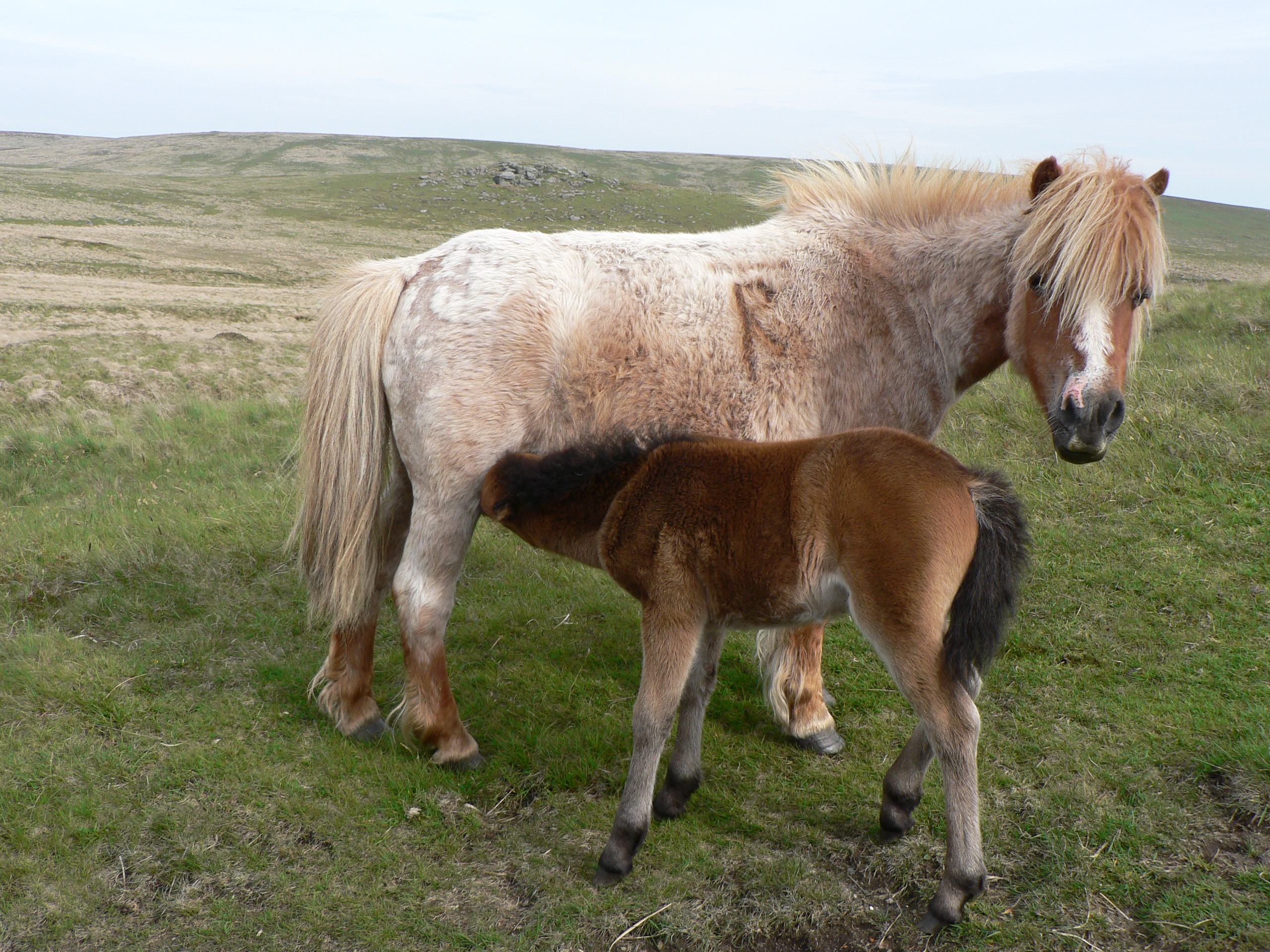
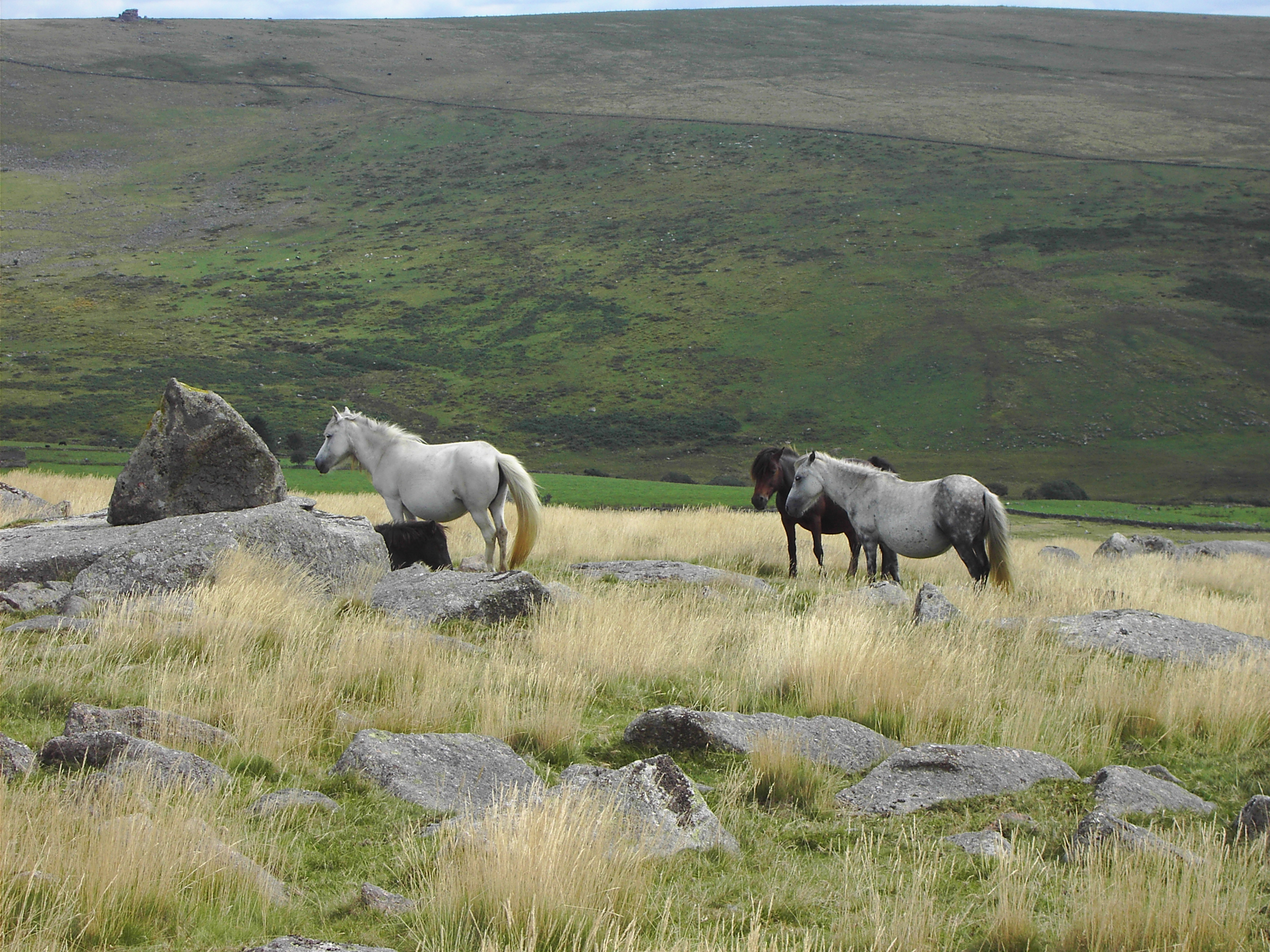

## Websites
- Vereniging Het Nederlands Dartmoor Pony Stamboek
- (en)  Dartmoor Pony Society